# Menedzselt kód
A menedzselt kód egy olyan programnyelvi kód, amit a Common Language Runtime virtuális gép hajt végre. A kifejezés a Microsofttól ered.
Több, mint húsz magas szintű nyelven írható menedzselt kód, a Microsoft .NET többek között a  C#, J#, Microsoft Visual Basic .NET, Microsoft JScript és .NET nyelveket teszi elérhetővé. A nem menedzselt kód olyan nyelvekre utal, amelyekből natív kód fordul, és nincs szükségük futásidejű környezetre, mint például a C++, a C és a Visual Basic 6.
A virtuális gépeken futó kódnak vannak előzményei. Így például a szkriptnyelvek, amelyeket virtuális gép futtat, vagy a köztes kódra forduló UCSD Pascal a p-kóddal, vagy a Bell Labs által szállított Inferno operációs rendszer, ami alatt a Dis virtuális gép működik. A köztes kód technikáját a Java tette népszerűvé a Java virtuális géppel.

## Szóhasználat
A menedzselt és a nem menedzselt kód közötti különbség csak akkor fontos, amikor a fejlesztendő alkalmazás kapcsolatba kerül valamelyik Common Language Runtime (CLR) implementációval, mint a .NET vagy a Mono. Mivel több, már létező nyelvet is alkalmaztak CLR-re, meg kell különböztetni a menedzselt kódot. 
Némi zavart okozott, amikor a Microsoft a C++ nyelvet  összekapcsolta a .NET keretrendszerrel. Ezt eredetileg Managed Extensions for C++ néven emlegették, amit Managed C++-ra rövidítettek. Végül a  C++/CLI nevet adták neki. Ezt Bjarne Stroustrup, a C++ megalkotója és a C++ Szabvány Bizottság tagja úgy értékelte, hogy a C++ az alapnyelv neve, a CLI pedig a kiterjesztésekre utal.

## Felhasználása
A Microsoft Visual C++ fejlesztőkörnyezete alkalmas mind menedzselt, a NET CLR által futtatandó kód, mind nem menedzselt kód fordítására, ami a C++ Runtime Library támogatásával fut Windows alatt.
A menedzselt kód előnyei magukban foglalják a programozó kényelmét a magasabb szintű absztrakcióval, kisebb modellekkel, magasabb biztonsági szinttel a virtuális géptől függően. Hátránya a lassabb indulás, és a rendszer erőforrásainak nagyobb igénybevétele.

## Fordítás
Ez a szócikk részben vagy egészben  a   Managed code című angol Wikipédia-szócikk fordításán alapul.  Az eredeti cikk szerkesztőit annak laptörténete sorolja fel. Ez a jelzés csupán a megfogalmazás eredetét és a szerzői jogokat jelzi, nem szolgál a cikkben szereplő információk forrásmegjelöléseként.